# Scandia (Kansas)
Pour les articles homonymes, voir Scandia.
La ville de Scandia est située dans le comté de Republic, dans l’État du Kansas, aux États-Unis. Sa population, qui s’élevait à 372 habitants lors du recensement de 2010, est estimée à 342 habitants en 2019.

## Histoire
Scandia a été incorporée en tant que city en 1879.